# Oncolopha guttata
Oncolopha guttata är en insektsart som först beskrevs av Carl Peter Thunberg 1824.  Oncolopha guttata ingår i släktet Oncolopha och familjen gräshoppor. Inga underarter finns listade i Catalogue of Life.